# Niger (delstat)
 For alternative betydninger, se Niger (flertydig). (Se også artikler, som begynder med Niger)
Niger er en delstat i det vestlige Nigeria, med grænse til Benin mod vest. Den er den arealmæssigt største delstat i landet. Niger oprettedes i 1976 da den tidligere North-Western State deltes i Niger og Sokoto.
Niger består hovedsageligt af savannelandskab. Floderne Niger (som delstaten har navn efter) og Kaduna løber gennem delstaten. Nigerfloden er her opdæmmet i et stort reservoir ved Kainjidæmningen. Her ligger også landets største nationalpark, med navnet Kainji National Park. De største byer i delstaten er residensbyen Minna, Bida, Kontagora og Suleja. Niger har to af Nigerias største vandkraftværker: Kainjidæmningen og Shirorodæmningen.
Den vigtigste erhverv i Niger er landbrug og her avles blandt andet bomuld, sheanødder, yams, jordnødder, hirse, majs, tobak og sukkerrør. Flodfiskeri sr vigtigt lokalt. Der avles også en del ris langs Kaduna og Niger, men frem for alt omkring byen Bida mod sydost.
Siden år 2000 har delstaten tilpasset lovgivningen til islamisk sharialov, indført af den daværende guvernør Abdulkadir Kure.

## Eksterne kilder og henvisninger
1. ↑  National Bureau of Statistics, Nigeria, provisorisk resultat fra folketællingen 21. marts 2006.

- Delstatens officiella webbplats
- Om Niger på Store norske leksikon

10°0′N 6°0′Ø / 10.000°N 6.000°Ø